# IC 4197
IC 4197 је елиптична галаксија у сазвјежђу Хидра која се налази на листи објеката дубоког неба у Индекс каталогу.
Деклинација објекта је - 23° 47' 49" а ректасцензија 13h 8m 4,3s. Привидна величина (магнитуда) објекта IC 4197 износи 12,5 а фотографска магнитуда 13,5. Налази се на удаљености од 43,347 милиона парсека од Сунца. IC 4197 је још познат и под ознакама ESO 508-13, MCG -4-31-36, PGC 45514.